# Behaviorem
Behaviorem oder Behavior-Setting ist ein Begriff aus der Soziologie, der das kulturell unterschiedliche Verhalten von Personen in einzelnen Kulturkreisen beschreibt. Der Begriff steht in engem Zusammenhang mit dem Begriff Kulturem, der die kulturell bedingten Standardsituationen beschreibt.

## Kontaktreich/Kontaktarm
| Kontaktreiche Kulturen       | Kontaktarme Kulturen    |
| ---------------------------- | ----------------------- |
| Araber                       | Nordeuropäer            |
| Lateinamerikaner             | US-Amerikaner, Kanadier |
| Griechen, Türken             | Asiaten                 |
| einige afrikanische Kulturen |                         |

## Ja/Nein
Es gibt mehrere Arten, wie Menschen aus verschiedenen Kulturen Ja und Nein deuten.

### Ja
mit dem Kopf nicken: weltweit
Kopf hin und her wiegen: Indien, Pakistan, Bulgarien
Kopf zurückwerfen: Äthiopien

### Nein
Kopf schütteln: weit verbreitet, vor allem in Mitteleuropa
Kopf zurückwerfen: arabische Kulturen, Griechenland, Türkei, Süditalien
Augenbrauen hochziehen: Griechenland
mit der Hand abwinken: weit verbreitet
mit der Hand fächeln: Japan
Hände überkreuzen: weit verbreitet
Hand am Kinn hochschnippen: Süditalien, Sardinien
mit dem Zeigefinger abwinken: weit verbreitet

## Einige Begrüßungsrituale (erste  Hälfte 20. Jahrhundert)
| Händeklatschen                                                                   | Loango (Afrika, Kongo)               |
| Händeklatschen und mit Ellbogen auf Rippen trommeln                              | Balonda (Afrika, am Sambesi)         |
| Hut abnehmen oder Hut berühren, Händeschütteln                                   | Amerikaner und Europäer              |
| Hände fassen und die Daumen zusammendrücken                                      | Wanyika (Afrika)                     |
| Hände fassen und mit einem Ruck trennen                                          | Nigerianer                           |
| Über das eigene Gesicht mit den Händen des anderen streicheln                    | Polynesier                           |
| Sich gegenseitig die Wangen beriechen und sich mit den Nasen berühren und reiben | Mongolen, Malayen, Birmanen, Lappen  |
| Mit den Fingern schnalzen                                                        | Dahomen (Afrika)                     |
| Hände an Hosennaht und Verbeugung                                                | Österreich, Deutschland, Argentinien |
| Handkuss                                                                         | Mitteleuropa, Lateinamerika          |
| Hände falten                                                                     | Indien, Südostasien                  |
| Verbeugung                                                                       | China, Japan                         |
| Umarmung                                                                         | Lateinamerika und andere             |
| Leichte Kopfbewegung                                                             | Großbritannien                       |